# Халсема, Фемке
Фемке Халсема (нидерл. Femke Halsema; род. 25 апреля 1966, Харлем) — нидерландский политический деятель. Бургомистр (мэр) Амстердама с 12 июля 2018 года. В прошлом — депутат Палаты представителей Генеральных штатов Нидерландов (1998—2011), председатель фракции и политический лидер партии «Зелёные левые» (2002—2011).

## Биография
Родилась 25 апреля 1966 года в Харлеме в семье социал-демократов: её мать Ольша Халсема-Флес, как ранее предполагалось, еврейка, входила в местный совет от Партии труда.
Выросла в городе Энсхеде.
С 1985 года посещала в Утрехте курсы педагогов для вальдорфских школ, решив стать учительницей истории и нидерландского языка, но в 1988 году оставила учёбу и год проработала в кафе. Затем в 1989 году поступила и в 1993 году закончила государственный Утрехтский университет, где изучала общественные науки, специализируясь на криминологии и социологии права. Параллельно была интерном в рабочей группе по взаимодействию полицейских и иммигрантов, а в 1992 году преподавала статистику на факультете социальных наук Утрехтского университета.

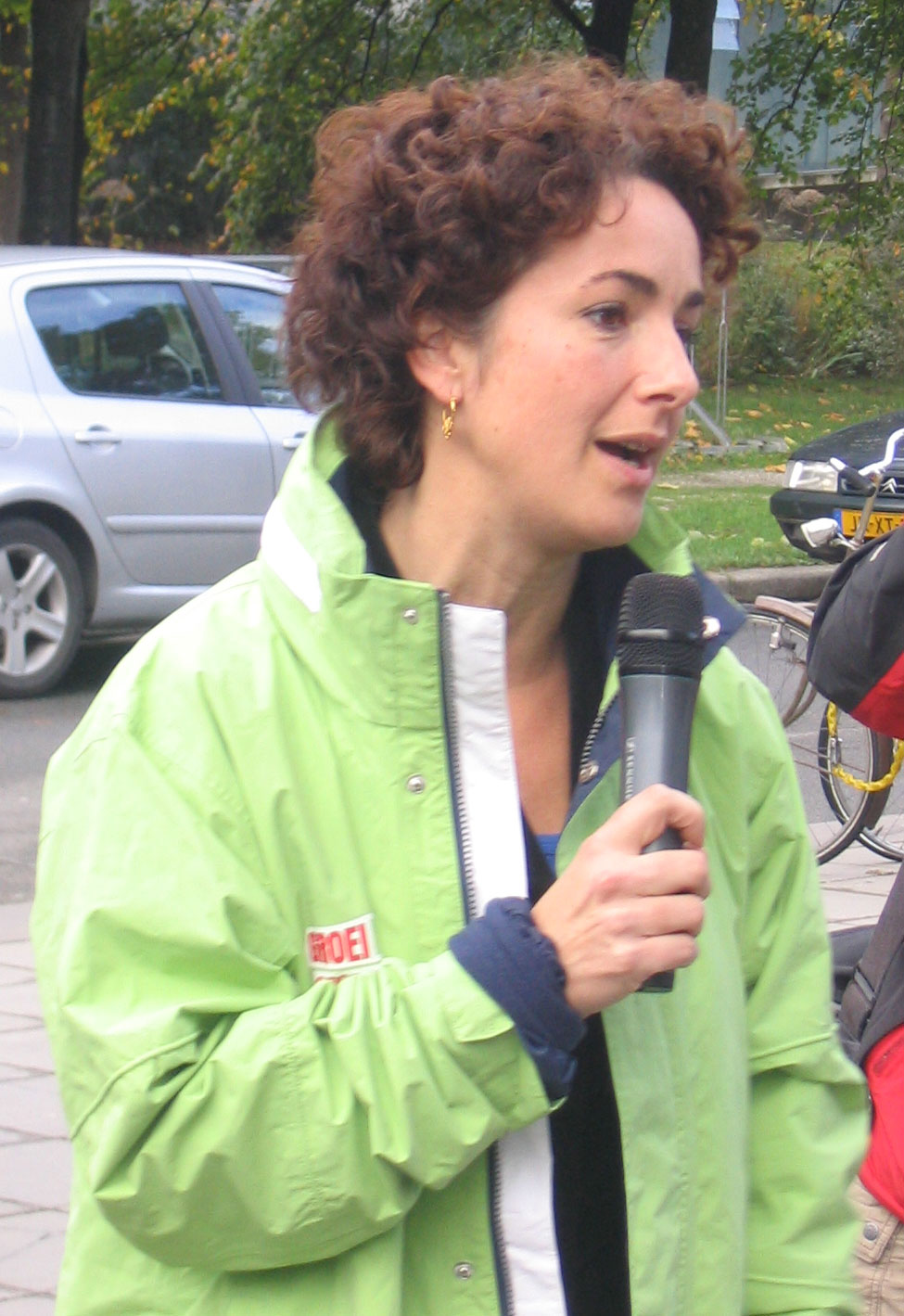
Фемке Халсема ведёт агитацию, 2006 год

В 1997—1998 годах — руководитель исследовательского проекта Res Publica Министерства внутренних дел и дискуссионного центра de Balie о значении Конституции для современного общества.
После ухода из политики в 2011 году работала независимым публицистом, телевизионным продюсером и консультантом в сфере бизнеса, полугосударственного сектора и сектора культуры. В 2012—2014 годах создавала шестисерийный документальный сериал Seks en de zonde для NTR о положении женщин в исламском мире, показанный с 11 мая по 15 июня 2014 года на телеканале Nederland 2. В 2013—2016 годах — сопродюсер и сценарист драматического сериала De Fractie о представителях политической партии. В те же годы — соучредитель и автор цифровой платформы для журналистских расследований De Correspondent. В 2016—2019 годах занималась созданием шестисерийного документального сериала «Террор» (Terreur) для NTR о международном терроризме со времён Второй мировой войны. В 2018 году поставила спектакль в форме лекции Een vrij land о национальной нидерландской идентичности.
В 2011 году была приглашенным профессором, заведующей кафедрой Леонардо Тилбургского университета, где читала курс «Политика в XXI веке». С января по июнь 2012 года была приглашенным профессором, заведующей кафедрой Утрехтского мира Утрехтского университета, где читала курс «Значение социальных сетей для прав человека и демократии».
Халсема также опубликовала свои политические мемуары Pluche (2016) и написала эссе Macht en verbeelding (2018).

## Политическая карьера
Свою политическую деятельность начала в Партии труда (PvdA), будучи сотрудницей её «мозгового центра», Фонда Виарди Бекмана (Wiardi Beckman Stichting, WBS), и участвовала в разработке программы партии к выборам 1998 года, на которых должна была выдвигаться от неё.
Однако она покинула Партию труда в конце 1997 года, протестуя против авторитарного подавления городскими властями протестов против саммита Европейского совета в июне; она также нашла Партию труда неспособной обновить свой социал-демократический манифест и использовать экономический рост для увеличения расходов на социальные нужды.
Из Партии труда она перешла в более радикальную партию «Зелёные левые», в журнале которой De Helling уже сотрудничала в качестве редактора. Лидер партии Паул Розенмюллер пригласил её в избирательный список на третью позицию — наивысшую среди всех кандидатов-новичков.
«Зелёные левые» удвоили свой показатель с 5 до 11 депутатов, и Халсема в качестве одной из них отвечала во Второй палате (Палате представителей) Генеральных штатов за партийную линию по правосудию, внутренним делам и искателям убежища. Она была членом Палаты представителей с 19 мая 1998 года по 12 января 2011 года.

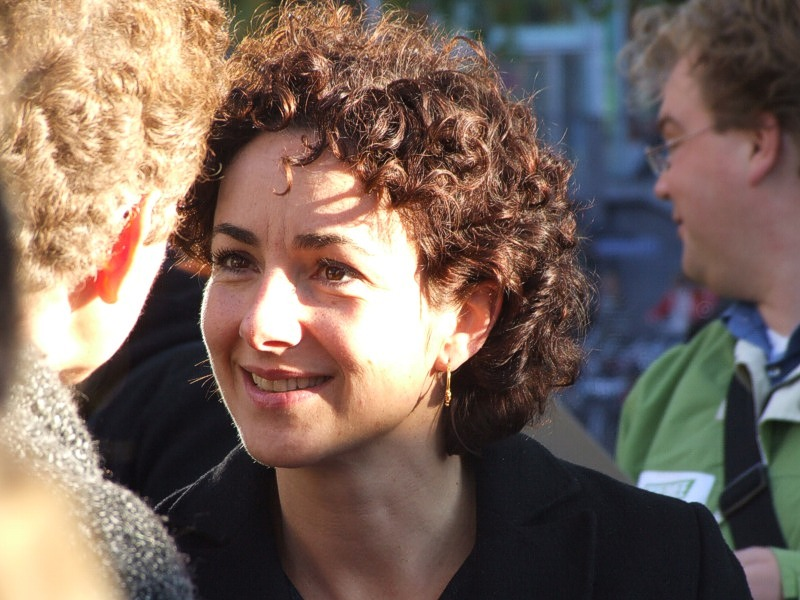
Халсема в Неймегене, 2006 год

На парламентских выборах 2002 года она была уже на втором месте в списке; Халсема стала заместителем председателя фракции, а после неожиданной отставки Розенмюллера была приглашена им стать новым политическим лидером. С 26 ноября 2002 года по 16 декабря 2010 года она — политический лидер партии «Зелёные левые». На выборах 2003 года Халсема возглавляла «Зелёных левых», их электоральный список и была спикером партии по вопросам культуры, СМИ, здравоохранения и окружающей среды. Между октябрём 2003 и январём 2004 года была в декрете по уходу за родившимися у неё близнецами, и её во главе партии подменяла Марийке Вос.
После возвращения в Палату представителей Хальсема начала внутреннюю дискуссию о принципах левой политики. Она призывала к акцентам на индивидуальную свободу, толерантность, самореализацию, женскую эмансипацию. В своих выступлениях она называла «Зелёных левых» «последней оставшейся лево-либеральной партией Нидерландов», чем привлекла внимание СМИ и вызвала предположения о скорой смене курса. В 2006 году она даже была названа «Либералом года» молодёжной организацией праволиберальной Народной партии за свободу и демократию.
На посту политического лидера партии она добивалась курса на более тесное сотрудничество «Зелёных левых», Партии труда и Социалистической партии с целью завоевания левого большинства в парламенте на выборах 2006 года. Однако социал-демократы отказали, и переговоры о левоцентристской коалиции провалились; в итоге внутренние дискуссии о правильности курса Халсемы (включая уступки либерализму, элитистский образ партии и отсутствие внутрипартийной демократии) разгорелись с новой силой.
К следующим выборам 2010 года, на которых «Зелёные левые» впервые с начала срока Халсемы смогли улучшить своё представительство (с 7 до 10 депутатов), она сама уже была готова на центристскую коалицию (Партией труда, Народной партией за свободу и демократию и «Демократами-66»), однако и в этот раз успехом переговоры не увенчались. Сложив полномочия лидера партии, 17 декабря 2010 года Халсема объявила, что уходит из парламента.
В 2011 году Халсема ушла из политики.
В июне 2018 года горсовет Амстердама выдвинул Халсему на пост мэра города, и 12 июля 2018 года начался её шестилетний срок.

## Взгляды

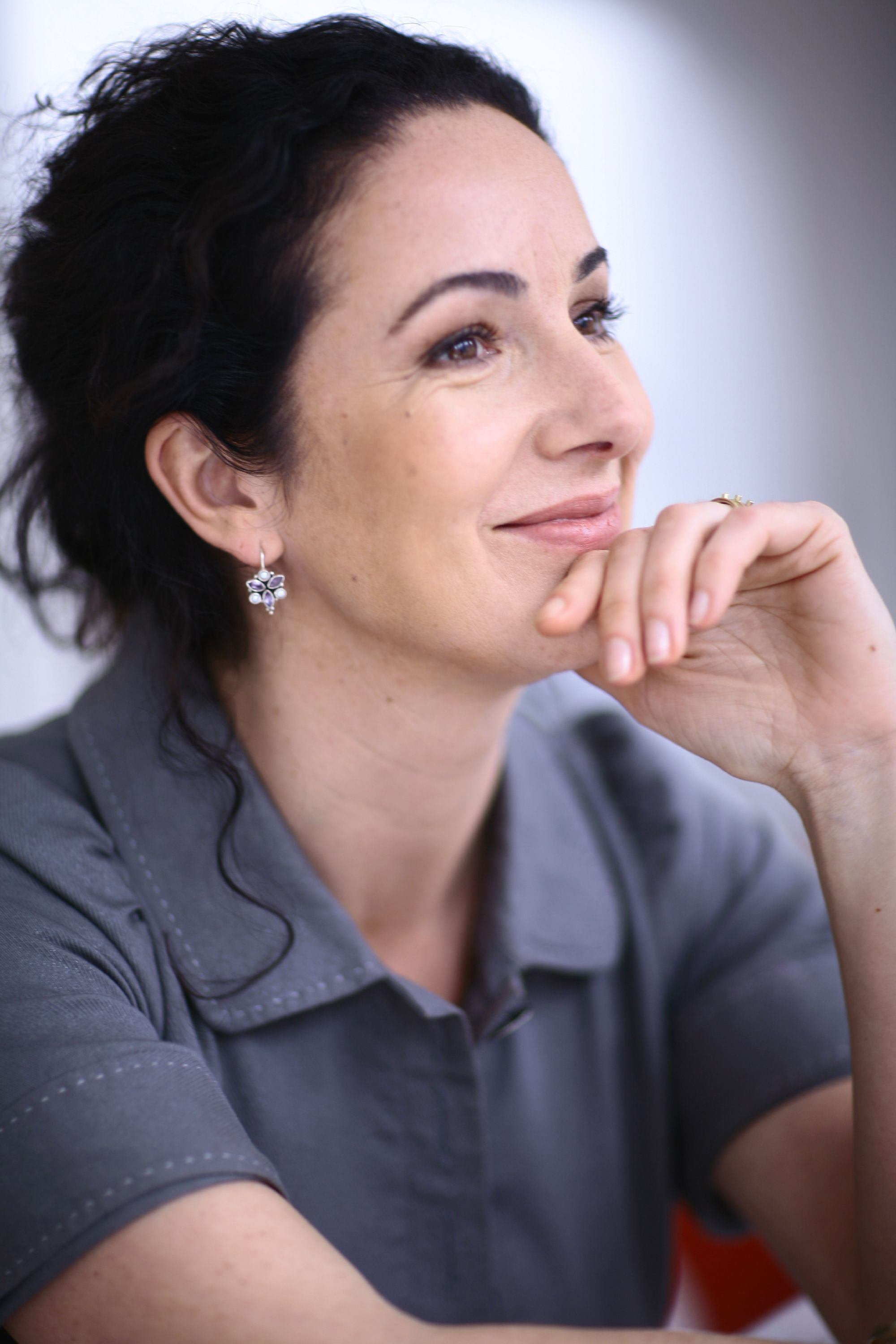
Фемке Халсема в 2010 году

Подобно Исайе Берлину, Халсема различает положительную и отрицательную свободу. Отрицательная свобода, согласно Халсеме, состоит в освобождении граждан от влияния государства. Это понятие она применяет к условиям в мультикультурном правовом государстве, которое, по её убеждению, должно охранять, а не ограничивать, свободу граждан. Положительная свобода — это эмансипация граждан из состояний бедности и отсталости. Это понятие Халсема применяет к областям социального обеспечения и окружающей среды, на решение которых государство должно иметь возможность оказывать большее влияние. В качестве предпочтительной модели указывает на социальное государство в Дании, призывая к активному созданию правительством новых рабочих мест и гарантировании полной занятости; она также высказывалась в поддержку частичного введения базового дохода.

## Личная жизнь
Живёт в Амстердаме со времён учёбы в колледже.
Есть муж и двое детей.

## Библиография

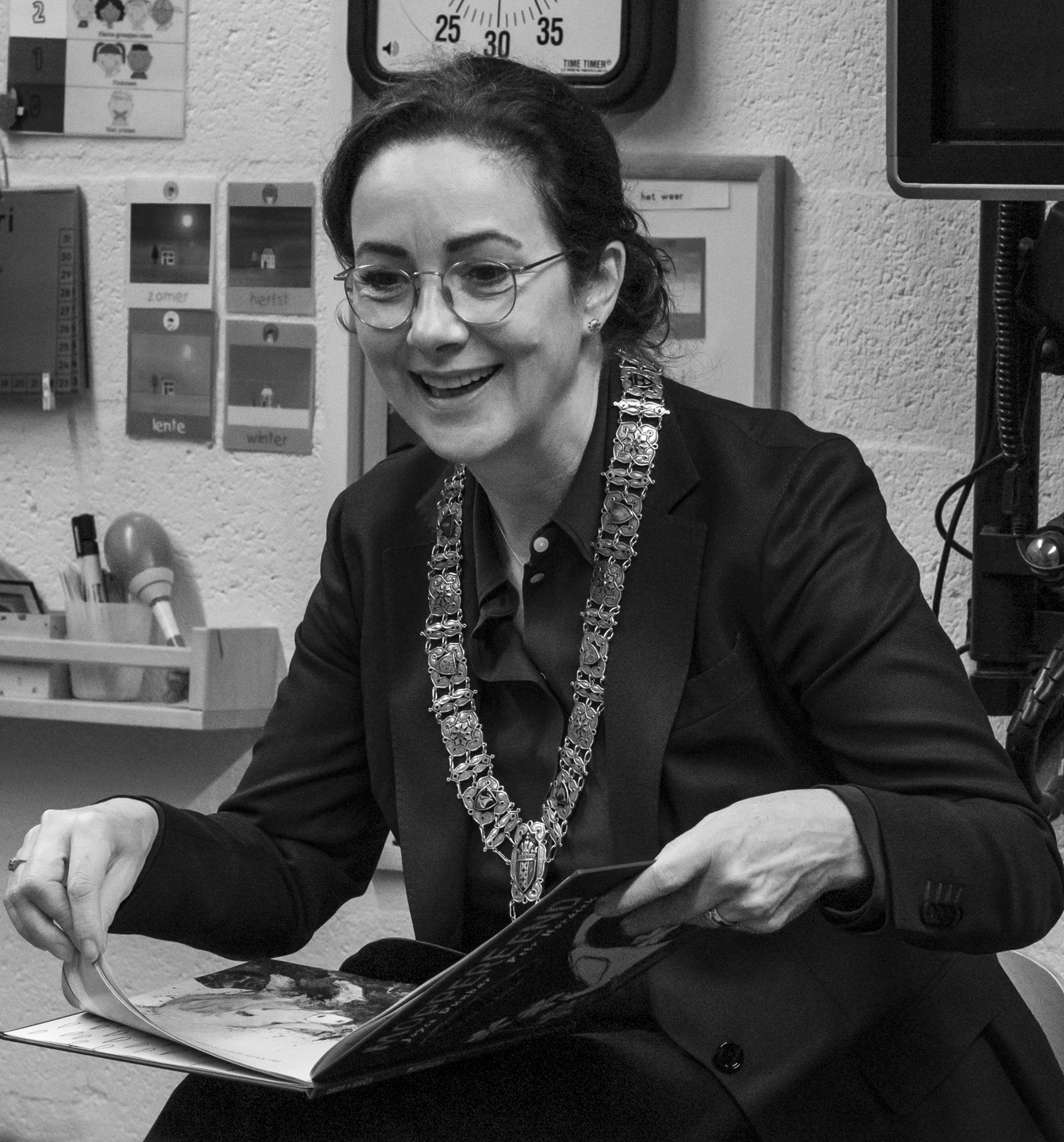
Мэр Халсема в 2020 году